# Cimpello
Cimpello (Cimpèl in friulano) è una frazione del comune di Fiume Veneto, con una popolazione di circa 1.200 abitanti.
Il paese si trova a sud ovest del capoluogo, a stretto confine con il comune di Azzano Decimo.

## Monumenti e luoghi d'interesse
- Chiesa parrocchiale dedicata a San Tommaso Apostolo, del '500, al cui interno è presente un moderno affresco di Duilio Corompai (1876-1952) e un delicato dipinto di Luigi Nono (1850-1918) rappresentante "Sant'Antonio da Padova in estasi".[2]
- La singolarità delle ville Civran, Venier e Cattaneo.[3]

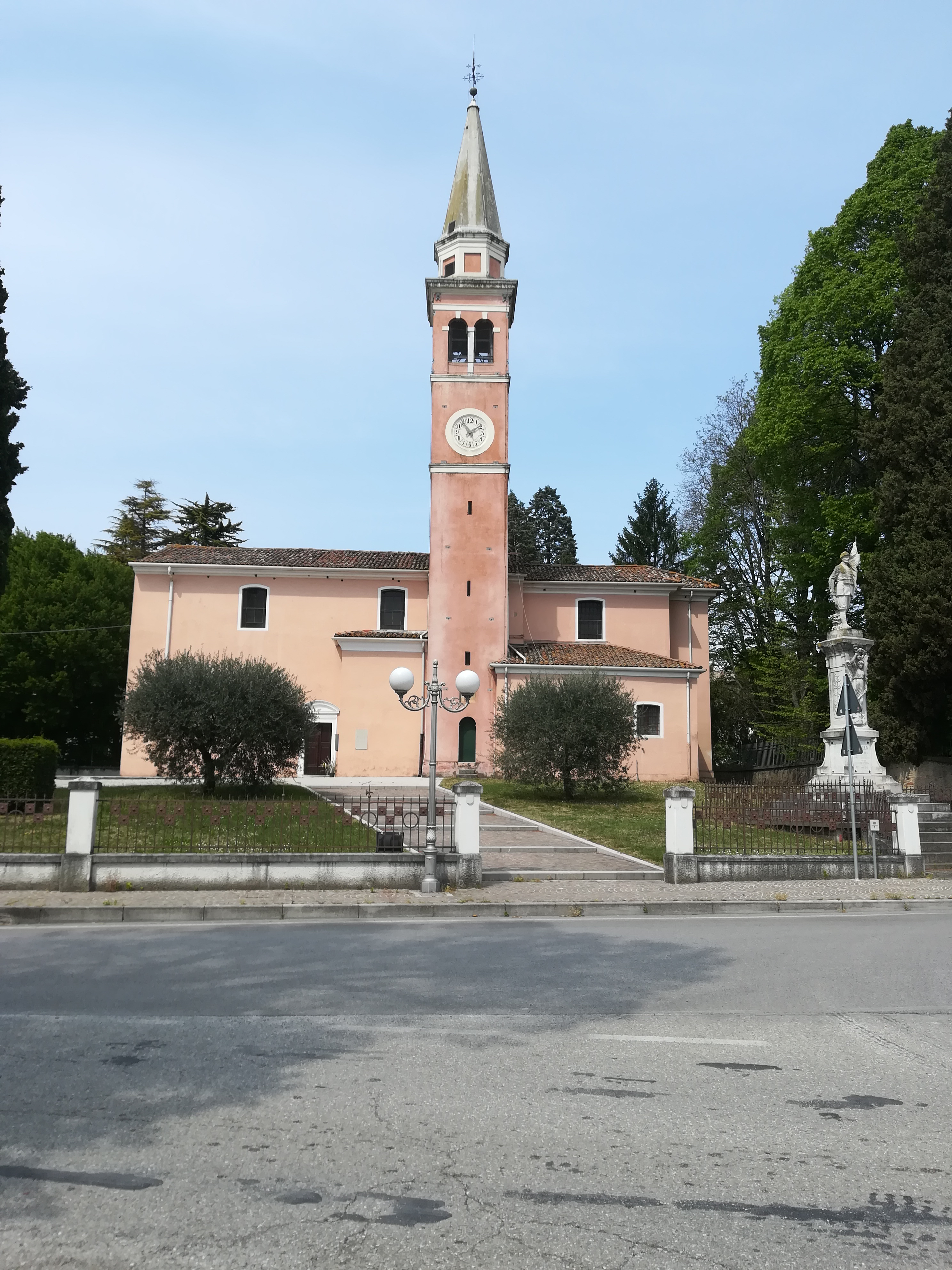
Chiesa di San Tommaso

## Il dialetto locale
Il dialetto parlato nella frazione risente molto in questi ultimi anni dell'influenza del vicino capoluogo di provincia, dove è diffusa una parlata tipicamente veneta, che risulta essere quella generalmente più utilizzata (dialetto pordenonese). In alcuni nuclei familiari però è ancora diffuso l'utilizzo del friulano. 

## Infrastrutture e trasporti
- Cimpello è servita dall'autostrada A28 Conegliano-Pordenone-Portogruaro.

- Dall'uscita autostradale Cimpello parte il Raccordo autostradale 16 che prosegue sulla SR177 per 27 km fino a Sequals.

## Eventi
Dalla seconda metà di giugno alla prima metà di luglio, indicativamente per due settimane, la locale Pro Loco organizza i "Festeggiamenti cimpellesi" con chioschi enogastronomici e musica.

## Sport
A Cimpello è presente un campo sportivo in erbetta naturale, sito in Via G. Leopardi 28/a, dove disputa le gare in casa la locale squadra di calcio amatoriale.